# Il fornaretto di Venezia (film, 1907)
Pour les articles homonymes, voir Il fornaretto di Venezia.
Pour plus de détails, voir Fiche technique et Distribution.
Il fornaretto di Venezia (littéralement : Le petit boulanger de Venise) est un film italien réalisé en 1907 par Mario Caserini.
Ce film muet en noir et blanc, qui évoque l'implacable justice des doges à travers la condamnation à mort par erreur d'un jeune vénitien, s'inspire d'une pièce de théâtre de Francesco Dall'Ongaro (en), Il fornaretto (it) (1846).

## Synopsis
En 1507, à Venise sous le dogat de Leonardo Loredan, un jeune boulanger, Pietro, est surpris près du cadavre d'Alvise Guoro, un noble connu pour son arrogance et son penchant à courtiser les femmes mariées. Arrêté, il avoue sous la torture avant d'être condamné à mort à l'issue d'un simulacre de procès.

## Fiche technique
- Réalisation : Mario Caserini
- Histoire : Francesco Dall'Ongaro (en), d'après son œuvre Il fornaretto (it)
- Société de production et de distribution : Società Italiana Cines
- Pays de production : Italie
- Genre : Drame historique
- Format : Muet - Noir et blanc - 1,33:1 - 35 mm
- Métrage : 228 m
- Date de sortie :
  - Royaume d'Italie : juillet 1910
  - États-Unis : 23 novembre 1907
- Autres titres connus :
  - États-Unis Venetian Baker
  - États-Unis Drama of Justice

## Distribution
- Ubaldo Maria Del Colle
- Fernanda Negri Pouget